# Clint Hurdle
Clinton Merrick Hurdle (né le 30 juillet 1957 à Big Rapids, Michigan, États-Unis) est un joueur de baseball à la retraite. Comme joueur, il a porté les couleurs de quatre équipes de la MLB, principalement les Royals de Kansas City, de 1977 à 1987. Il a dirigé les Rockies du Colorado, dont il fut précédemment l'instructeur des frappeurs de 2002 à 2009, les menant à une participation à la Série mondiale 2007.
Hurdle est gagnant du prix du gérant de l'année en 2013 dans la Ligue nationale.

## Carrière de joueur

### Ligue majeure de baseball

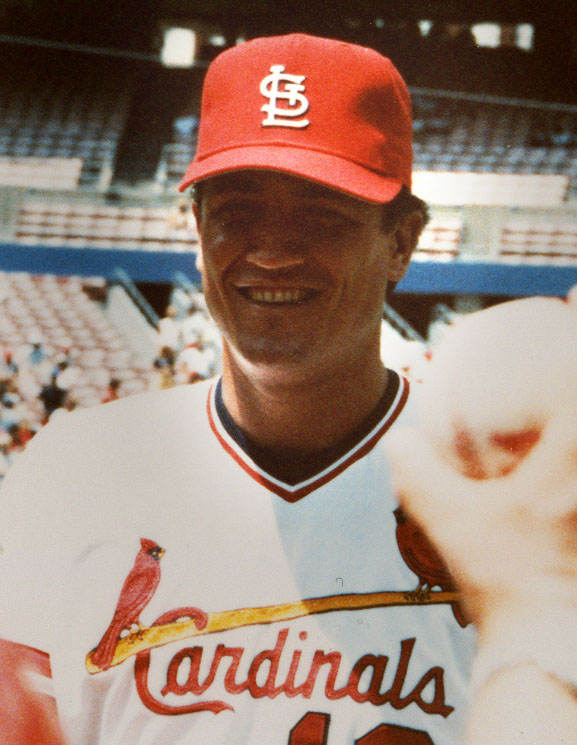
Clint Hurdle en 1988 comme joueur des Cardinals de Saint-Louis.

Clint Hurdle est un choix de première ronde des Royals de Kansas City le 3 juin 1975. Il est le 9e athlète choisi cette année-là par un club du baseball majeur. Il fait ses débuts avec les Royals le 18 septembre 1977 à l'âge de 20 ans. Il connaît une bonne saison recrue en 1978 avec 110 coups sûrs dont 25 doubles et 7 circuits. Il produit 56 points et maintient une moyenne au bâton de ,264. Le 20 mars 1978, Hurdle apparaît en couverture du Sports Illustrated où il est qualifié de « phénomène de l'année » (This Year's Phenom). Il ne réussit cependant jamais à s'imposer véritablement comme joueur régulier au cours de sa carrière qui s'étend sur 10 saisons. Il porte les couleurs des Royals jusqu'en 1981, des Reds de Cincinnati  en 1982, des Mets de New York de 1983 à 1985, des Cardinals de Saint-Louis en 1986 avant de terminer chez les Mets en 1987. En 515 parties jouées dans les majeures, il compte 360 coups sûrs dont 81 doubles, 12 triples et 32 circuits, pour aller avec ses 193 points produits et 162 points marqués. Sa moyenne au bâton en carrière s'élève à ,259. Il joue sur une base presque quotienne dans seulement deux de ses 10 saisons : avec les Royals de 1978 (133 matchs joués) et 1980 (130 parties). Hurdle se démarque comme joueur d'utilité : employé surtout comme joueur de champ extérieur, il évolue aussi au premier but, au troisième coussin et à la position de receveur.
Il participe aux séries éliminatoires avec ces deux éditions du club de Kansas City, ainsi qu'en 1981 dans leur Série de division contre Oakland. Hurdle fait bien à l'attaque lors des matchs d'après-saison avec une moyenne au bâton de ,333 et une moyenne de présence sur les buts de ,421 en 14 parties jouées au total. Il frappe pour ,417 avec 5 coups sûrs en 4 matchs dans la Série mondiale 1980 perdue par les Royals contre Philadelphie et réussit même un vol de but, lui qui n'en compte qu'un seul en saison régulière durant toute sa carrière en ligues majeures. 

### Venezuela
Parallèlement à sa carrière aux États-Unis, Hurdle évolue trois saisons dans la Ligue vénézuélienne de baseball professionnel. Il s'aligne en 1977-78, 1979-80 et 1983-84 avec les Tiburones de La Guaira. À sa première saison au Venezuela, il mène la ligue pour les coups de circuit (18) et les buts-sur-balles (59). Hurdle est d'ailleurs premier de la ligue pour les buts-sur-balles au cours de ses trois saisons passées au Venezuela.

## Carrière d'entraîneur

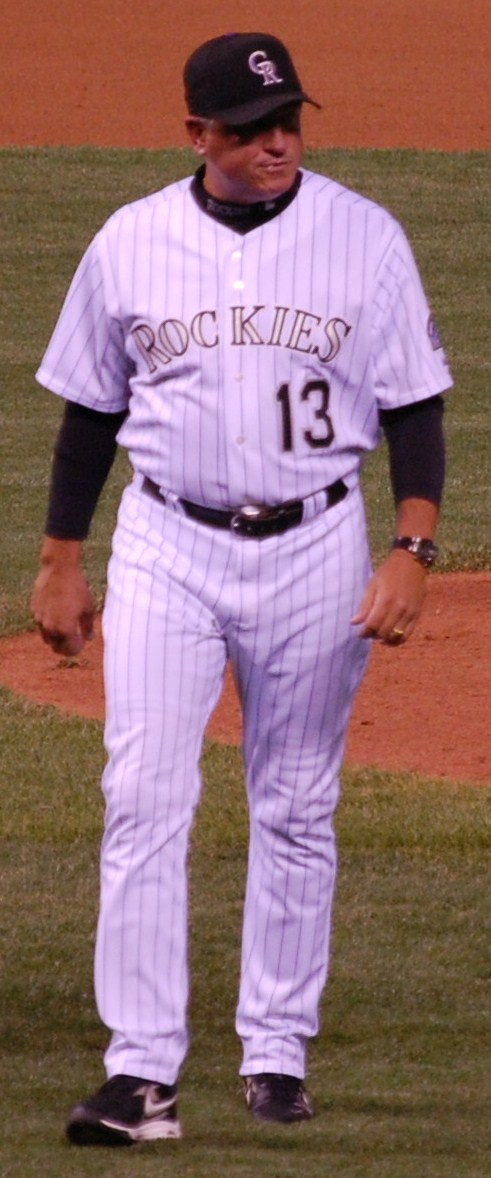
Clint Hurdle en 2007 alors qu'il est gérant des Rockies du Colorado.

### Ligues mineures
Clint Hurdle est gérant de clubs des ligues mineures affiliés aux Mets de New York de la MLB de 1988 à 1993. Il dirige les Mets de St. Lucie dans la Ligue d'État de la Floride au cours des deux premières années, puis le club-école Double-A de la Ligue du Texas (les Mets de Jackson) en 1990 et de l'Eastern League (les Bills de Williamsport) en 1991. Il passe enfin au niveau Triple-A et est aux commandes des Tides de Norfolk (aussi connu sous le nom de Tides de Tidewater) de la Ligue internationale en 1992 et 1993.

### Rockies du Colorado
Clint Hurdle est instructeur des frappeurs en ligues mineures pour des clubs affiliés aux Rockies du Colorado de 1994 à 1996. Il passe avec la franchise au niveau majeur en 1997 et est instructeur des frappeurs des Rockies jusqu'en 2002, servant aussi comme instructeur au premier but pendant ses deux premières saisons là-bas. Lorsque le manager Buddy Bell est congédié le 26 avril 2002, Hurdle est choisi comme remplaçant et il occupe cette fonction jusqu'en 2009. Sous sa gouverne, les Rockies remportent 534 matchs, contre 625 défaites, pour un pourcentage de victoire de ,461. Avec une fiche de 90 victoires et 73 défaites en 2007, Colorado se qualifie pour les séries éliminatoires pour la deuxième fois de l'histoire de la franchise, et une première depuis la saison 1995. Les Rockies remportent leur premier championnat de la Ligue nationale et s'inclinent en Série mondiale 2007 face aux Red Sox de Boston. Hurdle est congédié par le club le 29 mai 2009 après un mauvais début de saison, et remplacé par Jim Tracy, qui mènera à son tour les Rockies en éliminatoires.

### Instructeur des Rangers du Texas
En novembre 2009, Hurle est engagé par les Rangers du Texas, dont il est l'entraîneur des frappeurs durant la saison 2010 qui voit les hommes de Ron Washington décrocher le titre de la Ligue américaine pour la première fois dans l'histoire de la franchise.

### Pirates de Pittsburgh

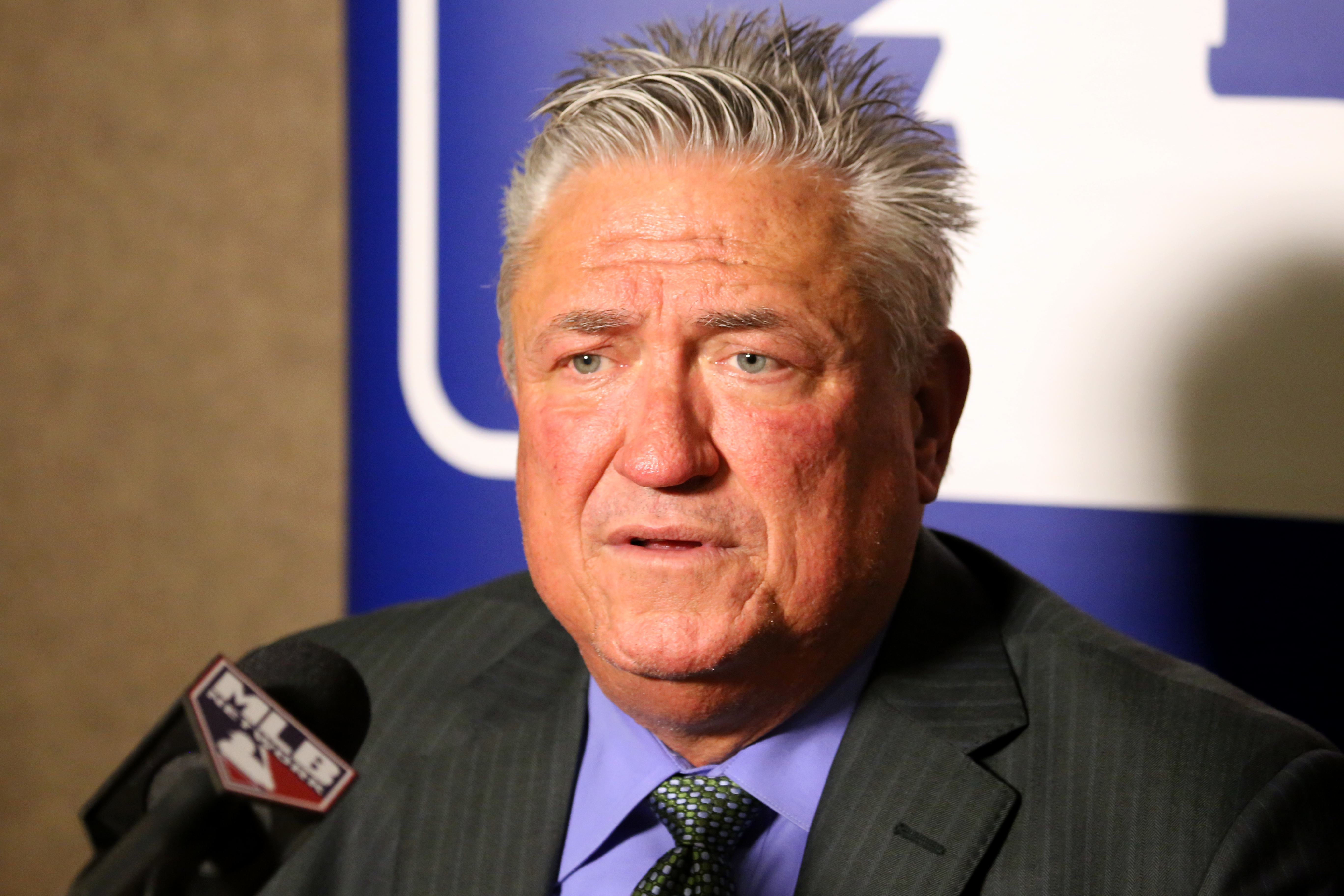
Clint Hurdle aux assises d'hiver du baseball majeur en décembre 2015.

Après la défaite des Rangers en Série mondiale 2010, Hurdle est pressenti pour remplacer John Russell à la tête des Pirates de Pittsburgh. Il est confirmé comme manager des Pirates le 15 novembre 2010. Hurdle prend la tête d'une franchise qui n'a pas connu de saison gagnante depuis 1992 et qui vient de perdre 105 matchs en 2010. Ses joueurs étonnent en première moitié de saison 2011 en s'emparant à la mi-juillet du premier rang de la division Centrale, mais ne remportent que 8 matchs sur 30 en août pour finalement terminer l'année au 4e rang de sa division avec une fiche victoires-défaites de 72-90. Un scénario plus ou moins similaire se répète en 2012 : le club passe 22 jours au premier rang de sa division, perdant cette place le 19 juillet puis encaissant 39 défaites dans ses 59 parties jouées après le 1er août. Les Pirates tombent sous la barre de, 500 (plus de défaites que de victoires) le 20 septembre, à 13 jours de la fin de la saison et terminent l'année avec un dossier de 79-83. Bien qu'il s'agisse de leur meilleur résultat depuis 1997, c'est une 20e saison perdante consécutive pour la franchise, incapable depuis 1992 de remporter cette 82e victoire qui les placerait au-dessus de ,500.
Après 81 matchs en 2013, soit exactement la mi-saison, Pittsburgh compte 51 victoires et seulement 30 défaites pour amorcer le mois de juillet au premier rang des 30 clubs du baseball majeur. L'équipe finit par gagner 94 matchs, contre 68 défaites, pour réussir une première saison gagnante depuis 1992. Seconds dans la division Est de la Ligue nationale derrière les Cardinals de Saint-Louis, les Pirates se qualifient pour les séries éliminatoires. Vainqueur sur les Reds de Cincinnati du match de meilleur deuxième qui les qualifie pour la Série de division, les Pirates s'avouent vaincus en 5 matchs au terme d'une chaude lutte avec les Cardinals. Hurdle remporte en 2013 le prix du gérant de l'année dans la Ligue nationale,.
Avec 88 victoires en 2014, les Pirates retournent en éliminatoires mais sont battus par les éventuels champions, les Giants de San Francisco, dès le match de meilleur deuxième.
En 2015, les Pirates se qualifient pour le match de meilleur deuxième pour une 3e fois en 3 ans. Les 98 matchs gagnés par Pittsburgh (contre 64 défaites) est plus que toute autre formation des Pirates depuis 1991 et davantage que toute autre équipe dirigée par Hurdle, mais les Pirates doivent se contenter de la seconde place de la division Centrale de la Ligue nationale, deux matchs derrière les Cardinals de Saint-Louis.

## Bilan de manager
| Équipe   | Année  | Saison régulière | Saison régulière | Saison régulière | Saison régulière |  | Séries éliminatoires | Séries éliminatoires | Séries éliminatoires | Séries éliminatoires           |
| Équipe   | Année  | Vic.             | Déf.             | % Vic.           | Place            |  | Vic.                 | Déf.                 | % Vic.               | Résultats                      |
| Colorado | 2002   | 67               | 73               | 0,478            | 4e NL Ouest      |  | -                    | -                    | -                    |                                |
| Colorado | 2003   | 74               | 88               | 0,456            | 4e NL Ouest      |  | -                    | -                    | -                    |                                |
| Colorado | 2004   | 68               | 94               | 0,419            | 4e NL Ouest      |  | -                    | -                    | -                    |                                |
| Colorado | 2005   | 67               | 95               | 0,413            | 5e NL Ouest      |  | -                    | -                    | -                    |                                |
| Colorado | 2006   | 76               | 86               | 0,469            | 4e NL Ouest      |  | -                    | -                    | -                    |                                |
| Colorado | 2007   | 90               | 73               | 0,552            | 2e NL Ouest      |  | 7                    | 4                    | 0,636                | Finaliste de la Série mondiale |
| Colorado | 2008   | 74               | 88               | 0,457            | 3e NL Ouest      |  | -                    | -                    | -                    |                                |
| Colorado | 2009   | 18               | 28               | 0,391            | 5e NL Ouest      |  | -                    | -                    | -                    |                                |
| Totaux   | Totaux | 534              | 625              | 0,461            |                  |  | 7                    | 4                    | 0,636                |                                |